# Royal Artillery
O Royal Regiment of Artillery, ou simplesmente Royal Artillery, é um braço do Exército Britânico.

## História
A introdução da artilharia no Exército Britânico data do século XIV, mas não era um órgão permanente, Henrique VIII reconheceu a importância deste segmento e criou um corpo semi-permanente de artilharia. O reconhecimento da necessidade de um órgão permanente de artilharia, no entanto, não aconteceu até 1716.